# Hybomitra wyvillei
Hybomitra wyvillei är en tvåvingeart som först beskrevs av Ricardo 1911.  Hybomitra wyvillei ingår i släktet Hybomitra och familjen bromsar. Inga underarter finns listade i Catalogue of Life.